# 9233 Itagijun
A 9233 Itagijun (ideiglenes jelöléssel 1997 CC1) a Naprendszer kisbolygóövében található aszteroida. Kobajasi Takao fedezte fel 1997. február 1-jén.